# Tofo-Sant'Eleuterio
Tofo-Sant'Eleuterio è una frazione del comune di Teramo, a 250 m sul livello del mare, a una distanza di 10 km dal capoluogo.
I suoi abitanti si chiamano tofesi.
La frazione è costituita da due centri: Villa Tofo e Sant'Eleuterio.
Villa Tofo si trova su una collina dalla quale la vista spazia sulla catena del Gran Sasso e sulla Montagna dei Fiori,  secondo la tradizione deriva il suo nome dal tufo, una roccia sedimentaria calcarea porosa, tenera e friabile che si trova nei pressi.
Il secondo nucleo del paese, posto più in basso, prende il nome dal suo santo protettore, Sant'Eleuterio, il dodicesimo successore di San Pietro, al quale è dedicata la chiesa.
Alla distanza di 1 km vi è la strada provinciale "Fonte a collina" che da Fiumicino (frazione di Teramo nei pressi di San Nicolò a Tordino) conduce a  Sant'Onofrio, (frazione del Comune di Campli).
Il paese è adiacente al costone che sovrasta l'adiacente torrente Fiumicino, un affluente di sinistra del Tordino.

## Storia
Il nucleo di Villa Tofo si pensa costruito verso la metà dell'Ottocento anche se in prossimità del torrente Fiumicino sorgeva già nel 1351 un monastero benedettino, di cui oggi non rimangono resti né testimonianze all'infuori del Catasto dei beni del monastero .
All'inizio del Novecento il paese cominciò a svilupparsi. 
Durante il fascismo fu costruita la scuola elementare, in precedenza ubicata in una casa privata.
Negli anni 1966-67 fu costruita la chiesa, dedicata all'Immacolata Concezione. 
La costruzione è modesta, ma costruita grazie al contributo economico e al lavoro dei tofesi.
Parte del materiale fu reperito da una casa colonica fatiscente di proprietà della curia vescovile.
Il signor Mario Cerino di Monticelli donò il terreno e il geom. Giovanni Di Felice realizzò il progetto e ne fu il direttore dei lavori.
Lo stesso impegno gli abitanti lo hanno dimostrato nella realizzazione del locale campo di calcetto. Dagli anni sessanta del novecento è iniziata l'industrializzazione del paese.